# Glycosmis ovoidea
Glycosmis ovoidea är en vinruteväxtart som beskrevs av Jean Baptiste Louis Pierre. Glycosmis ovoidea ingår i släktet Glycosmis och familjen vinruteväxter. Inga underarter finns listade i Catalogue of Life.